# Paul Kpaka
Paul Kpaka (ur. 7 sierpnia 1981 w Kenemie) – sierraleoński piłkarz występujący na pozycji napastnika. W 2002 zadebiutował w reprezentacji narodowej, w której wystąpił 14 razy.